# Mota del Marqués
Mota del Marqués egy község Spanyolországban, Valladolid tartományban.  Lakosainak száma 330 fő (2024).

## Turizmus, látnivalók
A községben több 16. századi műemlék is található: a Szent Márton-templom, a Megváltó-templom és egy őrgrófi palota.

## Népesség
A település népessége az utóbbi években az alábbiak szerint változott:
| Lakosok száma | 441  | 425  | 423  | 410  | 393  | 394  | 373  | 351  | 332  | 330  |
|               | 2001 | 2004 | 2007 | 2009 | 2012 | 2014 | 2017 | 2019 | 2022 | 2024 |